# Битва при Уллайсе
Битва при Уллаисе — сражение между силами Арабского халифата и Сасанидского государства примерно в середине мая 633 года на территории современного Ирака. Иногда эта битва упоминается как «Кровавый канал», так как в результате сражения было огромное количество сасанидских и арабских жертв. Это был последний из четырёх боёв, которые велись между вторгшейся арабской армией и персидской армией. Эти сражения привели к отступлению армии государства Сасанидов из Ирака и его захвата мусульманами.

## Перед битвой
После поражения в сражении при ал-Валадже оставшиеся в живых христианские арабы убежали с поля битвы, пересекли реку Кхасеев (устье Евфрата) и продолжили отступление. Их отступление закончилось в городе Уллаис, приблизительно в 20 км от места сражения при Валайе. Мусульманские арабы знали о присутствии враждебных им арабов в Уллаисе. Но мусульмане решили, что оставшихся в живых в сражении при Валайе мало, и они не представляют уже военную угрозу. Однако вскоре генерал мусульманских арабов Халид ибн Валид узнал о прибытии большего количества арабских орд, в основном из ближайших христианских арабских племён. Халид ибн Валид незамедлительно выступил и вскоре подошёл к городу Уллаис. Христианские арабские контингенты были под командой Абдул-Асвада (руководитель племени христианских арабов), который потерял своих двух сыновей в битве при Валайе против мусульман.

## Битва
Для начала генерал мусульман Халид послал лёгкую арабскую конницу прямо под стены города для разведки. Вернувшись, всадники доложили Халиду о дислокации войск противника, их снабжении и т. п. Также благодаря разведке Халид узнал, что ещё не все войска успели подойти к Уллаису. Тогда мусульманский генерал попытался достичь Уллаиса прежде, чем сасанидская армия сможет укрепить город, а также, постараться избежать сражения с армией, которая будет больше его собственной. Однако он был не в состоянии сделать это. Халид растянул свои силы и попытался всё-таки дать бой в этот же день. Солдаты его устали от постоянных марш бросков. Мусульманский генерал решил атаковать христианских арабов в полдень, время приёма пищи у врага. Но арабы-христиане в тот день не стали принимать пищу по графику, так как учли внезапное нападение врага.
Тем не менее нападение мусульман стало неожиданным для христиан. Христианские генералы в большой поспешности начали сформировывать отряды и развёртывать армию. Вся армия христианских арабов насчитывала 70 000 солдат, которые были растянуты по фронту длиной в 3 км.
История не сохранила детального описания сражения. Известно, что главнокомандующий Халид убил руководителя христианских арабов Aбдул-Асвада в сражении. Битва была исключительно жестокой, так как христианам отступать было некуда. Сражение продолжалось в течение нескольких часов, но ни одна сторона не проявила признаков слабости. В мусульманских хрониках сказано что, не видя никакого ослабления сасанидской и арабской армии, уставший и сердитый главнокомандующий мусульман Халид произнёс примерно следующее: «Аллах! Если Ты даруешь нам победу, то Ты увидишь, что ни одного вражеского воина не останется в живых!» Ближе к вечеру сасаниды и их арабские союзники уже были неспособны противостоять сильной и закалённой в боях мусульманской армии. Они начали отступать на северо-запад в направлении города Хира. Халид приказал своей коннице преследовать отступающих. Мусульманская конница вскоре нагнала побеждённых сасанидов и христианских арабов. Конница разбила их на несколько изолированных групп, окружила и разоружила их. После этого конница мусульман сопроводила пленных назад к полю битвы, после чего каждый пленный был казнён в русле реки или на берегу Кхасеев. От крови казнённых река Кхасеев стала красной. Преследование отступающих и дальнейшее их убийство продолжалось весь оставшейся день, затем всю ночь и лишь только утром следующего дня закончились казни. Халид приказал, чтобы его войска открыли дамбу. Тогда потоки красной воды потекли далеко от места сражения, после чего битва получила название «Кровавый канал».

## Последствия
Уллайс был захвачен. На следующий день Халид заключил договор с местными жителями. Они заплатили дань и теперь подлежали мусульманской защите. Взамен они обязывались действовать как шпионы и гиды для мусульман. После сражения Халид отдал дань уважения побеждённой сасанидской армии, сказав: «При Муте девять мечей сломилось в моей руке. Но я никогда не встречал такого врага как персы. И среди персов я никогда не встречал такого врага как армию, сражавшуюся при Уллайсе».